# Charlotte Gray
Pour les articles homonymes, voir L'Espionne.
Pour plus de détails, voir Fiche technique et Distribution.
Charlotte Gray, ou L'Espionne par amour au Québec, est un film australo-germano-britannique réalisé par Gillian Armstrong, sorti en 2001. Il est adapté du roman éponyme de Sebastian Faulks, inspiré de la vie de Nancy Wake.

## Synopsis
En 1942, pendant la Seconde Guerre mondiale, la jeune Écossaise d'Édimbourg Charlotte Gray se rend à Londres pour offrir son aide à l'effort de guerre. C'est là qu'elle fait la rencontre d'un pilote de l'Armée de l'air britannique, Peter Gregory, dont elle tombe follement amoureuse. Mais peu de temps après lors d'une mission sur le sol français, son avion est abattu et Peter est porté disparu.
Afin de le retrouver, elle entre en contact avec la Résistance française par le biais d'un agent des services secrets et endosse une nouvelle identité, elle s'appellera désormais Dominique.
Les Allemands gagnent du terrain et elle va bientôt se rendre compte que le rôle qu'elle joue au sein de la Résistance française, n'est pas tout à fait celui qu'elle croit.

## Fiche technique
- Titre original : Charlotte Gray
- Titre français: Charlotte Gray
- Titre québécois : L'Espionne par amour
- Réalisation : Gillian Armstrong
- Scénario : Jeremy Brock d'après le roman de Sebastian Faulks
- Directeur de la photographie : Dion Beebe
- Costumes : Janty Yates
- Pays d'origine :  Royaume-Uni,  Australie,  Allemagne
- Langue originale : anglais et plus secondairement français
- Genre : Drame, romance, thriller et guerre
- Durée : 121 minutes
- Lieux de tournage : Saint-Antonin-Noble-Val, Londres et Pinewood Studios à Iver Heath

## Distribution
- Cate Blanchett : Charlotte Gray / Dominique Gilbert
- Billy Crudup : Octave / Julien
- Michael Gambon : Levade
- James Fleet : Richard Cannerly
- Abigail Cruttenden : Daisy
- Charlotte McDougall : Sally
- Rupert Penry-Jones : Peter Gregory
- Robert Hands : Borowski
- Tom Goodman-Hill : Business Man at Party
- Michael Fitzgerald : Business Man at Party
- Hugh Ross : Psychiatrist
- Martin Oldfield : Assault Course Instructor
- Nicholas Farrell : Mr. Jackson
- Mike Burnside : Morse Code Instructor
- Damian Myerscough : Gun Instructor
- Miranda Bell : Female Instructor
- Angus Wright : Agent
- Wolf Kahler : Oberleutnant Lindermann

## Commentaire
Le film, comme le livre dont il est l'adaptation, est inspiré du rôle joué dans la résistance française de diverses femmes dont Pearl Cornioley, Nancy Wake, Odette Sansom et Violette Szabo.